# Metropolia Joinville
Metropolia Joinville – metropolia Kościoła rzymskokatolickiego w Brazylii. Składa się z metropolitalnej archidiecezji Joinville, oraz dwóch innych diecezji. Utworzona została 5 listopada 2024 z terytorium metropolii Florianópolis. Pierwszym metropolitą został abp Francisco Carlos Bach. Wraz z metropoliami Florianópolis oraz Chapecó tworzy region kościelny Sul IV (Santa Catarina).
W skład metropolii wchodzą
- archidiecezja Joinville
  - diecezja Blumenau
  - diecezja Rio do Sul

## Metropolici
- Francisco Carlos Bach (od 2024)